# Чистильник басейнів (фільм)
«Пулмен» або «Чистильник басейнів» (англ. Poolman) — американська комедія 2023 року, знята режисером, продюсером, співавтором сценарію та виконавцем головної ролі Крісом Пайном у своєму режисерському дебюті. У фільмі також знялися Аннетт Бенінг, Джон Ортіс, Дженніфер Джейсон Лі та Денні Девіто.

## Синопсис
Чистильник басейнів з Лос-Анджелесу дізнається про велику крадіжку води та випадково натрапляє на масштабну змову.

## Акторський склад
| Актор                | Роль                |
| -------------------- | ------------------- |
| Кріс Пайн            | Даррен Барренман    |
| Аннетт Бенінг        | Діана               |
| Денні Девіто         | Джек                |
| Дженніфер Джейсон Лі | Сьюзан              |
| Кленсі Браун         | Теодор Голландез    |
| Деванда Вайз         | Джун Дель Рей       |
| Рей Вайз             | містер Ван Патерсон |
| Джульєт Мілз         | місіс Ван Патерсон  |
| Джон Ортіс           | Вейн                |

## Виробництво
У лютому 2022 року стало відомо, що Кріс Пайн дебютує як режисер у фільмі, сценарій до якого він написав у співавторстві з Яном Готлером, і що Пайн також зіграє у фільмі разом з Аннет Бенінг і Денні Де Віто. Ідея фільму виникла у Пайна під час розмови з режисеркою Петті Дженкінс, яка виступила у ролі продюсера. У травні до акторського складу додалися Аріана ДеБоз і Дженніфер Джейсон Лі,  а оператором став Меттью Дженсен. У липні до акторського складу приєдналася Деванда Вайз.
Зйомки почалися в червні 2022 року в Лос-Анджелесі. До листопада 2022 року фільм перейшов у стадію постпродакшену, а права на дистрибуцію були продані AGC International компаніям Paramount Pictures, StudioCanal, Lionsgate Films та іншим для багатьох країн за межами Сполучених Штатів. Права на дистрибуцію у Великобританії та Ірландії були продані Signature Entertainment.

## Випуск
Світова прем'єра відбулася 11 вересня 2023 року на Міжнародному кінофестивалі у Торонто.
Прем'єра фільму в США відбулася 10 травня 2024 року.